# Zahalna Korîst, Novîi Buh
Zahalna Korîst (în ucraineană Загальна Користь) este un sat în orașul raional Novîi Buh din regiunea Mîkolaiiv, Ucraina.

## Demografie
Componența lingvistică a localității Zahalna Korîst
     Ucraineană (88,59%)
     Rusă (5,41%)
     Română (5,41%)
     Alte limbi (0,6%)
Conform recensământului din 2001, majoritatea populației localității Zahalna Korîst era vorbitoare de ucraineană (88,59%), existând în minoritate și vorbitori de rusă (5,41%) și română (5,41%).